# Peter Schreiner (Regisseur)

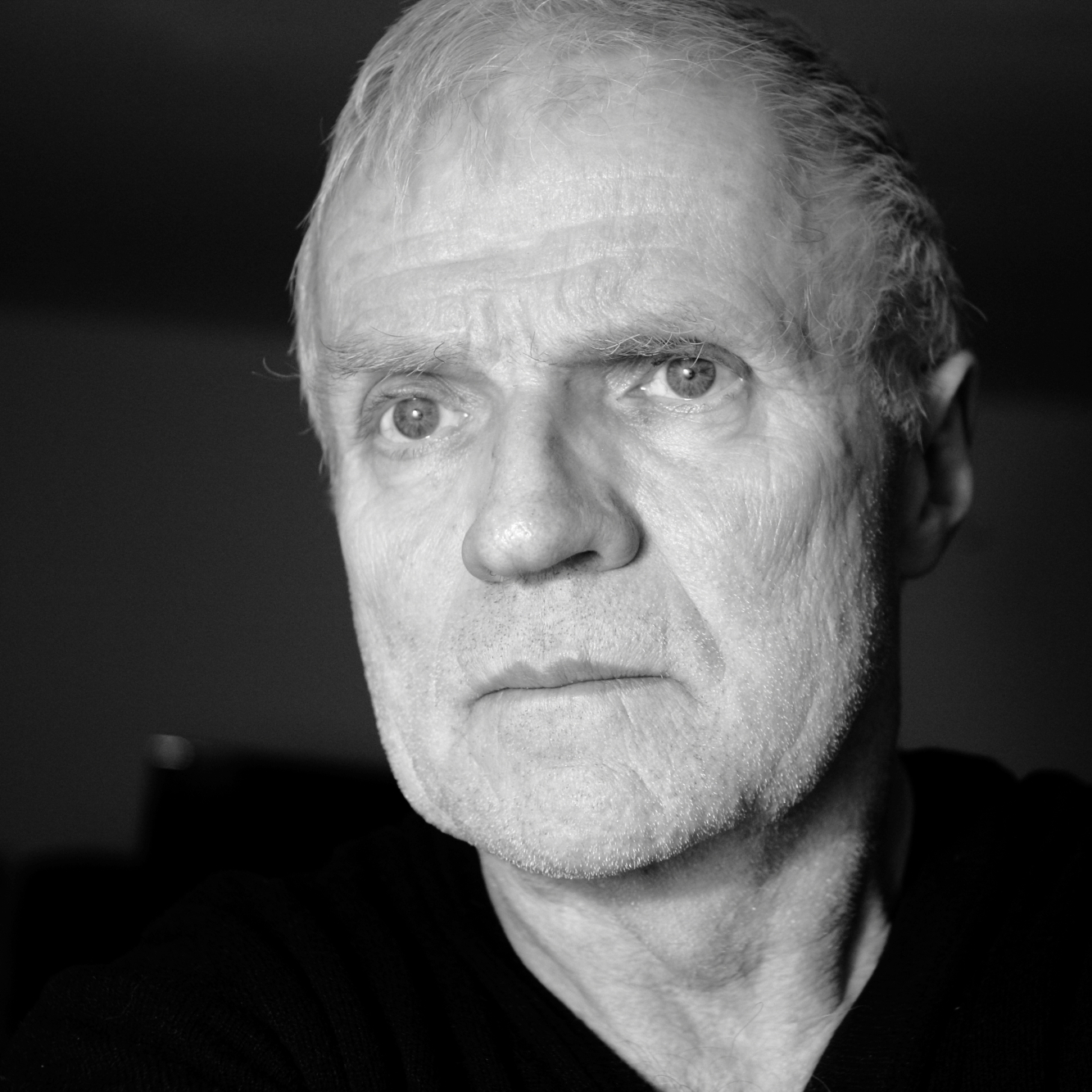
Peter Schreiner (2019)

Peter Schreiner (* 7. Februar 1957 in Wien; † 9. Juni 2023) war ein österreichischer Regisseur, Autor und Kameramann.

## Leben
Schreiner studierte 1975 bis 1981 an der Universität für Musik und darstellende Kunst (Abteilung Film und Fernsehen) in Wien.
Ab 1982 stellte er in eigener Produktion experimentelle dokumentarische Filme her. 1991 war sein Film I Cimbri – Die Zimbern österreichischer Beitrag beim Forum der Filmfestspiele Berlin. 2009 wurde sein Film Totó im Rahmen der Filmfestspiele Venedig uraufgeführt. 2010 fand im Rahmen der Diagonale eine Werkschau seiner Filme statt.

## Filmografie
- 1982: Grelles Licht
- 1983: Erste Liebe
- 1985: Kinderfilm
- 1986–1988: Auf dem Weg
- 1988–1991: I Cimbri – Die Zimbern
- 1993–1995: Blaue Ferne
- 2004–2006: Bellavista
- 2007–2009: Totó
- 2010–2012: Fata Morgana
- 2013–2015: Lampedusa
- 2015–2018: Garten

## Auszeichnungen
- 2007: Großer Diagonale Preis (Bester österreichischer Dokumentarfilm) für Bellavista[5]
- 2009: BMUKK-Förderungspreis für Filmkunst[6]
- 2009: Diagonale-Preis Bildgestaltung (Dokumentarfilm) des Verbandes Österreichischer Kameraleute AAC für Totó[7]
- 2010: Big Stamp für den besten regionalen Film (Int. Filmfestival ZagrebDOX, Kroatien) für Totó[8]
- 2016: IFFI-Dokumentarfilm-Preis der Stadt Innsbruck für Lampedusa[9]
- 2016: The Silver Fish, ICFF - Preis für die beste Regie (Int. Katholisches Filmfestival Mirabile Dictu, Rom) für Lampedusa[10]
- 2016: Human Time Award, Preis für den besten Spielfilm (Int. Filmfestival Human District, Belgrad) für Lampedusa[11]
- 2019: Diagonale-Preis Schnitt (Spielfilm) des Österreichischen Verbandes Filmschnitt AEA für Garten[12]